# Соколина Гора (район на Москва)
Соколина Гора е административен район на Източен окръг в Москва.

## История
Соколина Гора е стар московски промишлен район. Названието му идва от намиралия се на това място през 17 век соколарник, където отглеждали ловни соколи за цар Алексей Михайлович. Най-често местността обаче е била наричана Семьоновское (на руски: Семёновское), по името на създаденото тук по времето на Петър I Семьоновско военно владение. В началото на 18 и края на 19 век владенията на военните постепенно изместили тези на търговците. Започнали да се появяват първите фабрики.
По-нататъшното строителство на фабрики и заводи, а също развитието на науката и появата на научноизследователски институти помагат на района да заеме място сред водещите индустриални и научни райони на Москва.